# کامیشلی (باشقیرستان)
کامیشلی (انگلیسی: Kamyshly, Republic of Bashkortostan) یک شهرک در شهرستان میاکینسکی استان باشقیرستان کشور روسیه است.